# Липтовска Сьелница (район Липтовски-Микулаш)
Липтовска Сьелница  (словац. Liptovská Sielnica, венг. Szielnic) — деревня и община района Липтовски-Микулаш, Жилинского края Словакия.

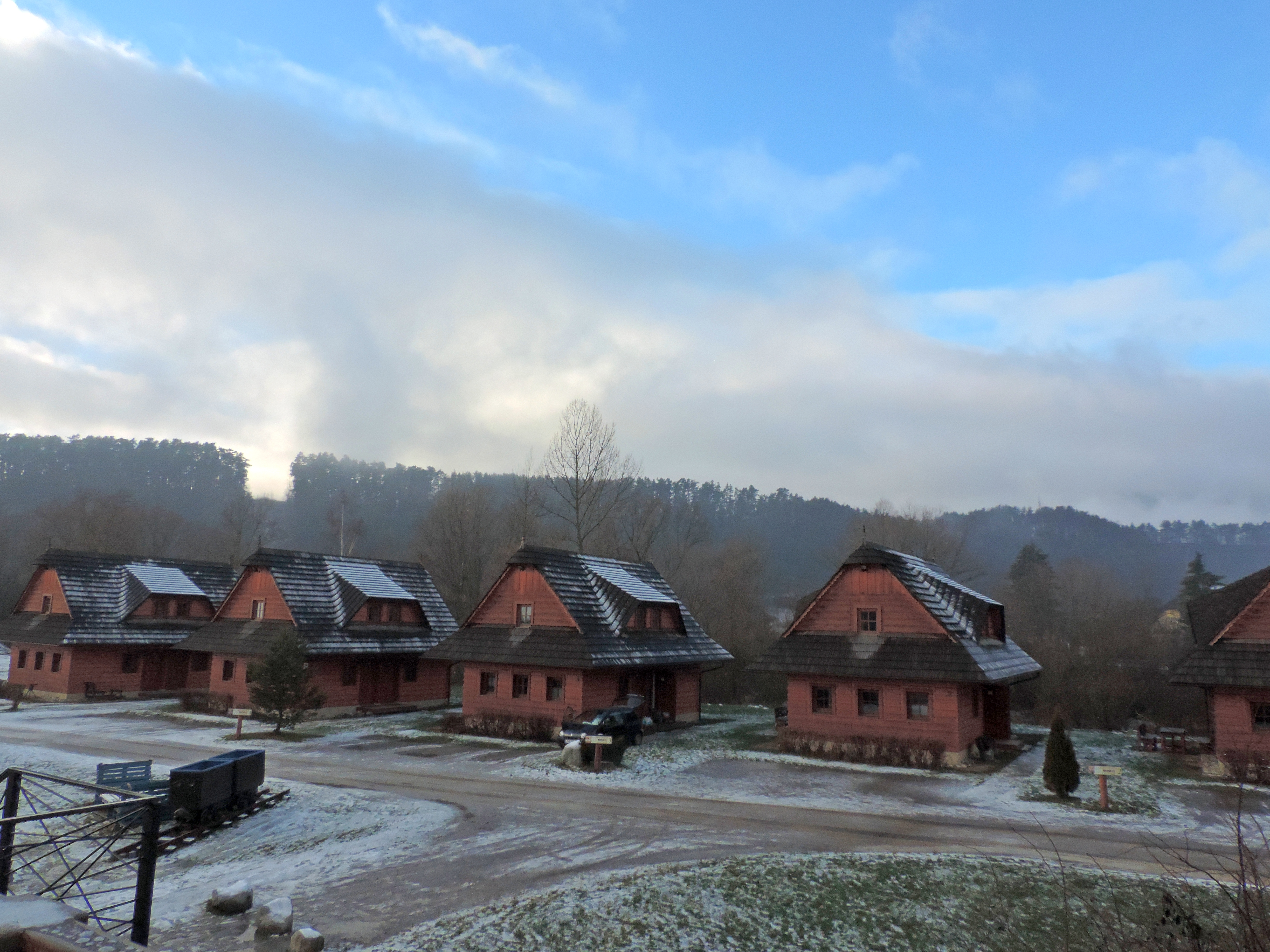

Расположена на севере центральной Словакии в центральной части исторической области Словакии — Липтов на высоте — 574 м. н. м. Находится в 11 км от административного центра района г. Липтовски-Микулаш. Рядом расположено водохранилище Липтовска-Мара.
Кадастровая площадь общины — 17,24 км². 

## Население
| Год:                | 1994 | 2004     | 2014    | 2024    |
| ------------------- | ---- | -------- | ------- | ------- |
| Количество человек: | 440  | 609      | 607     | 589     |
| Разница:            |      | +38,40 % | −0,32 % | −2,96 % |

Население – 604 человека (31 декабря 2022 ). Плотность – 35,03 чел/км².

## История
Впервые упоминается в 1256 году.
До 1918 года принадлежала Венгерскому королевству, затем перешла к Чехословакии, сегодня — в составе Словакии.

## Достопримечательности
- руины Липтовского замка 1250-1262 годов, построенного венгерским королем Белой IV.
- Евангелическая и римско-католическая церковь св. Кирилла и Мефодия.

## Персоналии
- Сальва, Кароль (1849—1913) – писатель.

## Галерея

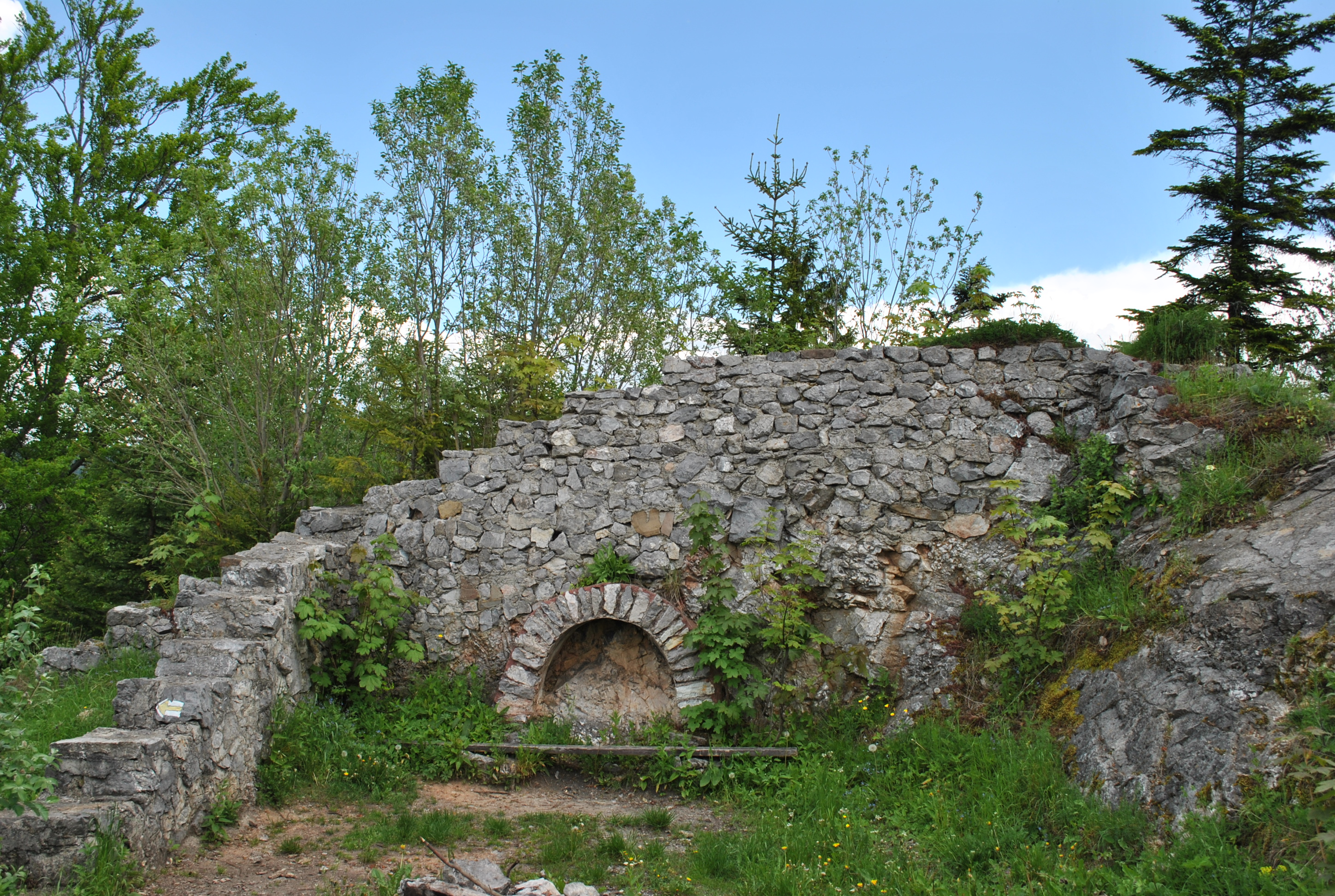
Руины Липтовского замка
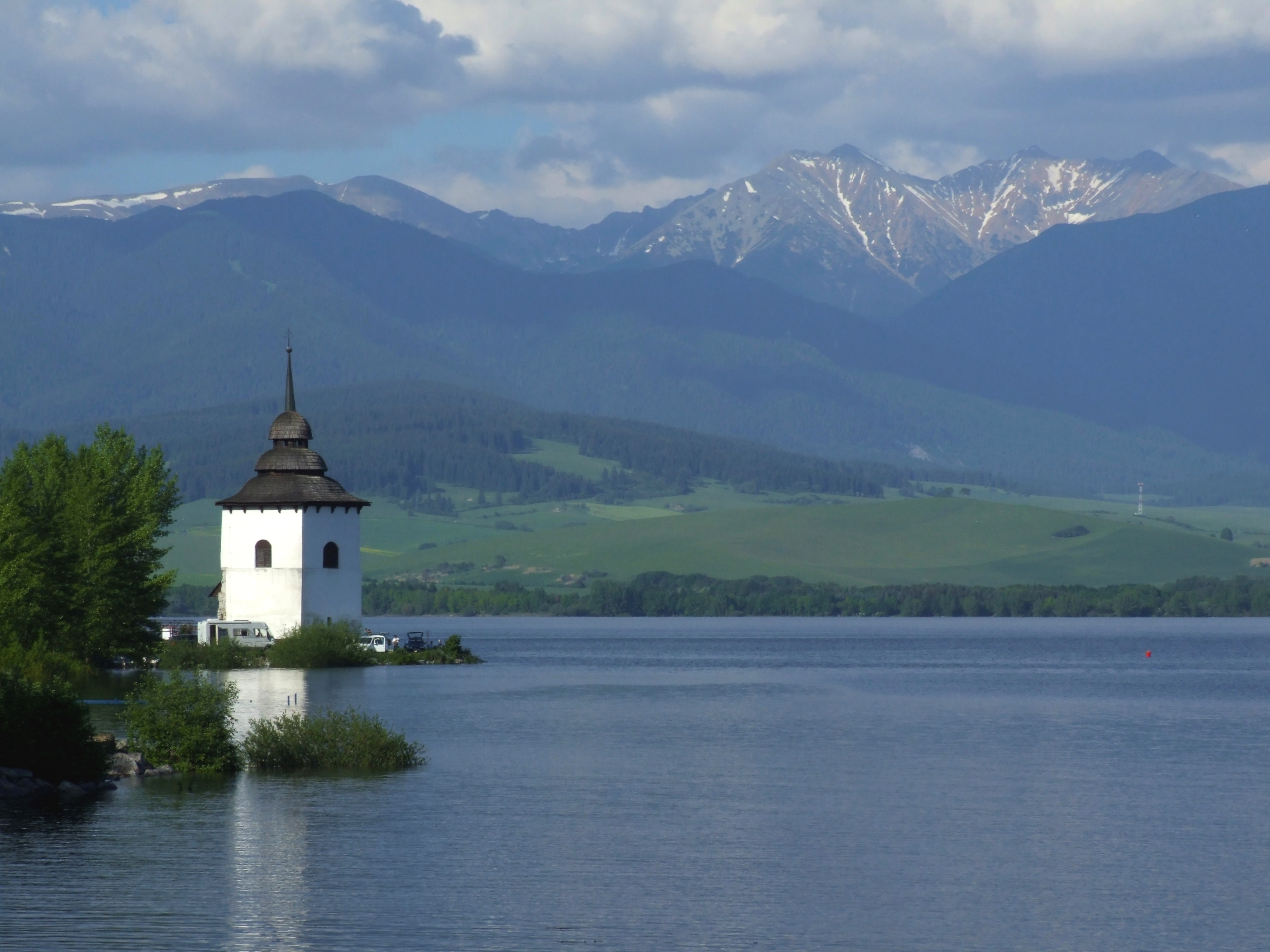
Башня костела у Липтовской-Мары
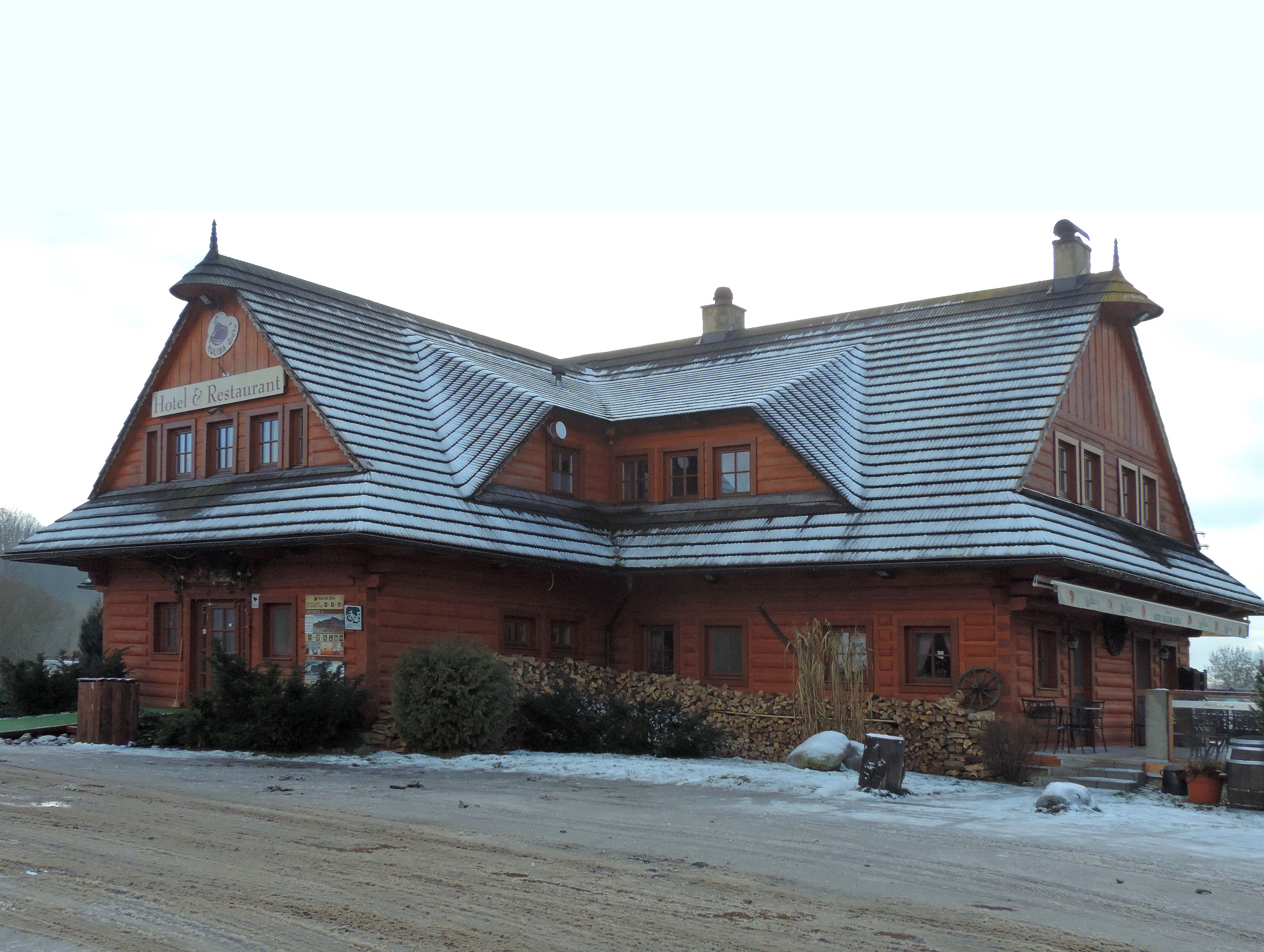
Ресторан